# قرار مجلس الأمن التابع للأمم المتحدة رقم 1260
قرار مجلس الأمن التابع للأمم المتحدة رقم 1260، المتخذ بالإجماع في 20 آب / أغسطس 1999؛ بعد التذكير بالقرارات 1171 (1998) و1181 (1998) و1231 (1999) بشأن الحالة في سيراليون، عزز المجلس بعثة مراقبي الأمم المتحدة في سيراليون بما يصل إلى 210 مراقبين عسكريين إضافيين.
وأشار مجلس الأمن إلى أن القرار 1245 (1999) مدد ولاية بعثة مراقبي الأمم المتحدة في سيراليون حتى 13 ديسمبر 1999 وأكد التزام جميع الدول باحترام سيادة سيراليون وسلامة أراضيها واستقلالها.
في 7 يوليو 1999، تم إبرام اتفاق سلام بين حكومة سيراليون والجبهة الثورية المتحدة في لومي وتمت الإشادة بالبلد لجهودها لتحقيق السلام. وأذن المجلس بنشر ما يصل إلى 210 مراقبين عسكريين لبعثة مراقبي الأمم المتحدة في سيراليون، والذين سيحميهم مجموعة المراقبة التابعة للجماعة الاقتصادية لدول غرب إفريقيا. كما أذن بتعزيز العناصر السياسية والمدنية والإعلامية وحقوق الإنسان وحماية الطفل في قوة حفظ السلام التابعة لبعثة مراقبي الأمم المتحدة في سيراليون، بما في ذلك تعيين نائب الممثل الخاص للأمين العام وتوسيع مكتب الممثل الخاص.
ودعيت الجبهة المتحدة الثورية والجماعات المسلحة الأخرى في سيراليون إلى إلقاء أسلحتها والمشاركة أيضا في برامج التسريح وإعادة الإدماج. ورحب المجلس أن اتفاقية السلام نصت على إنشاء لجنتي الحقيقة وحقوق الإنسان، واعتماد بيان حقوق الإنسان من قبل الأطراف في البلاد. وكانت هناك حاجة إلى المساعدة الدولية لضحايا الحرب وتقديم المساعدة الإنسانية، ولا سيما مناطق البلد التي يتعذر الوصول إليها من قبل وكالات المعونة. ومن الضروري الاهتمام على المدى الطويل بالأطفال ضحايا النزاع، كما أن إعادة بناء البلد وإعادة تأهيله أمر مهم.
وأخيراً، صدرت تعليمات للأمين العام كوفي عنان بتقديم تقرير عن الوضع في أقرب وقت ممكن بما في ذلك توصيات بشأن ولاية وهيكل قوة بعثة مراقبي الأمم المتحدة المعززة في سيراليون.

## روابط خارجية
- نص القرار في undocs.org